# Señor de Luren
El Señor de Luren es una escultura tallada en madera de Cristo crucificado ubicada en el Santuario del mismo nombre en la ciudad peruana de Ica. Es venerada por la comunidad católica de la ciudad.
Las festividades y procesiones en honor al Señor de Luren constituyen la segunda multitudinaria manifestación religiosa más grande del Perú. En Ica, como en Lima, el mes de octubre es mes de devoción y fervor para los pobladores que profesan la religión católica. El lunes después del tercer domingo de octubre, desde las siete de la noche, cuando el calor del desierto empieza a aplacarse, se inicia la multitudinaria procesión.
Miles de fieles, venidos desde todas partes, acompañan a la imagen que recorre, durante más de dieciocho horas, las calles de la ciudad. Los iqueños le construyen arcos y alfombras de flores y cantan alegres a su paso. Hay emoción pero, sobre todo, humildad y fe. Para el historiador Arturo Jiménez Borja, esta es una procesión recogida, respetuosa, iluminada por infinitos cirios que portan las manos de sus devotos seguidores.
Otra de las fechas en que el fervor católico y los incondicionales al Señor de Luren salen es para Semana Santa, donde nuevamente las calles de la calurosa Ica se llenan de devotos que acompañan al Señor de Luren.

## Historia

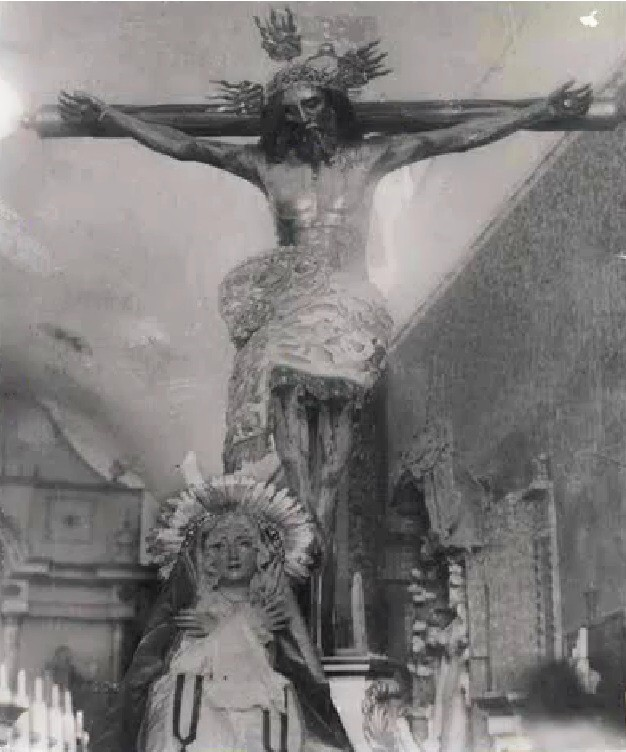
Antigua imagen de Señor de Luren, antes del incendio de 1918.

La historia del Señor de Luren se remonta a la del conquista española de esta parte del Perú. Se dicen que su nombre se deriva de la voz quechua Hurin, que significa "bajo", en alusión a la parte baja del valle de Ica, lugar donde se inició el culto a su imagen. Cuenta la tradición que Nicolás de Rivera "El Viejo", llamado así por contar con más de cuarenta años al inicio de la conquista del Perú, recibió el encargo de Francisco Pizarro de fundar una ciudad en algún lugar hacia el sur de Lima, debido a que el valle del río Lurín le parecía muy estrecho y poblado. Rivera encontró un lugar adecuado donde se levanta la actual ciudad de Pisco, a siete leguas del mar, en el sitio conocido como San Gallán. Fue precisamente allí donde Rivera recibió la noticia de la muerte de Pizarro a manos de los almagristas, en 1541. 
El 13 de mayo de 1556, Nicolás de Rivera, asentado en el valle, al que había dotado ya de una ermita y varias ventas, decide fundar el hospital San Nicolás de Luren para los indios necesitados. Poco después, en 1558, al hacer su testamento, dota al lugar de rentas suficientes y señala su organización. Dicen que hubo en este acto una suerte de deuda moral, obligado por su conciencia, y por la voz del padre Bartolomé de las Casas, de restituir lo mal habido y reparar los daños causados a los indios de la región.

Por haber cometido algunos excesos, así en el maltratar a dichos indios como en haberles tomado algunas cosas indebidamente o haber cobrado o recibido de ellos tributos demasiados y fuera de lo que honesta y buenamente...
Parte del Testamento de Nicolás de Rivera el Viejo

El caso es que existía, en la ermita construida por Rivera en Ica, un Cristo crucificado, pequeño y deteriorado. Ello motivó la necesidad de contar con una imagen más digna, por lo que, luego de algunas negociaciones, los iqueños consiguieron que el Convento Grande de San Francisco de Lima mandase tallar a España una imagen de Cristo en la cruz.
Cuenta una de las versiones más populares de esta historia que el barco que transportaba la imagen fue presa de una terrible tempestad, debiéndose arrojar al mar gran parte de la carga a fin de aligerar la embarcación y evitar el naufragio. Entre las muchas cosas que fueron a parar al agua estaba el gran cajón de madera que contenía al cristo destinado a Lima. 
El cajón estuvo en el mar durante mucho tiempo hasta que fue varado por las olas en una playa próxima al puerto del Callao. Las autoridades del convento franciscano de Lima se desinteresaron del cajón, ya que imaginaron el deterioro que la humedad había causado en su contenido. Obligados por la capitanía de puerto del Callao, los monjes trasladaron el cajón al convento, donde quedó olvidado.
Estando en Lima, el sacerdote Francisco de Madrigal, que venía de la Parroquia de Santiago de Hurin, alertado del suceso por los comentarios, acordó con los marineros la compra del cajón, firmando el acta el 25 de enero de 1570. Este inició la travesía de retorno a Ica, llegando el 25 de febrero del mismo año, donde cautivó de inmediato a toda la parcialidad; su estado de conservación era intacto y a partir de este hecho se convirtió en el centro en torno del cual, creciendo y extendiéndose por una región cada vez mayor, se constituyó en devoción máxima.

## Santuario

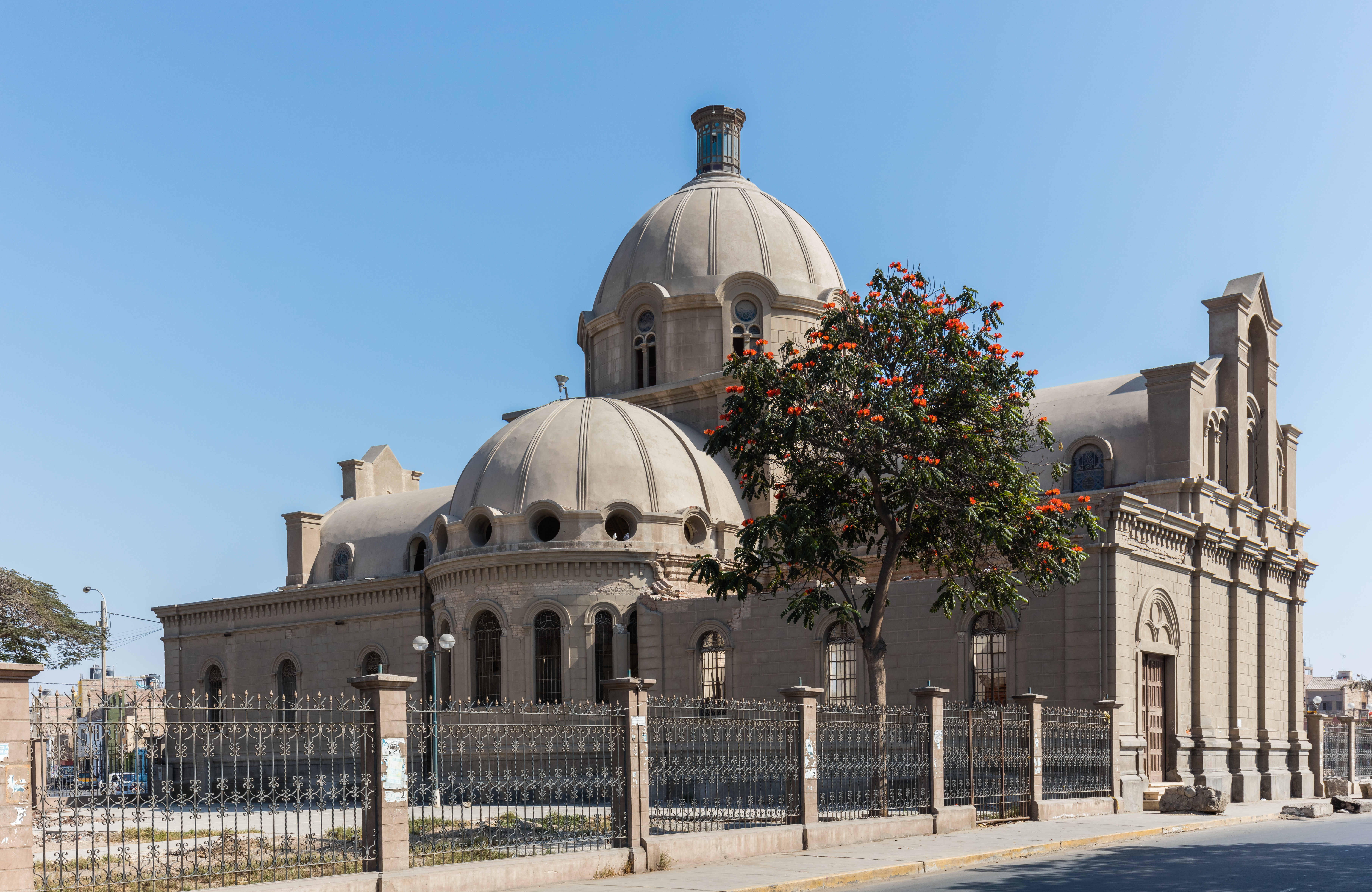
Santuario del Señor de Luren

El templo que albergó al cristo por primera vez era sencillo, de adobe y madera. Cuatro siglos más tarde, en 1918, un 23 de junio, un severo incendio lo destruyó, dañando seriamente a la imagen. El fuego respetó el tronco de Cristo, mas no la cabeza y las extremidades, que se quemaron. Repuestos del dolor causado por la pérdida, los iqueños encargaron a sus mejores artistas la restauración de la imagen.
Francisco Caso talló la cabeza, el maestro ebanista Alberto Cierra Alta hizo las extremidades y el pintor Jesús Silva le dio el color y los acabados. Este es el Cristo que se puede apreciar hoy día y al que el pueblo de Ica acude con profunda devoción.

### Terremoto 2007

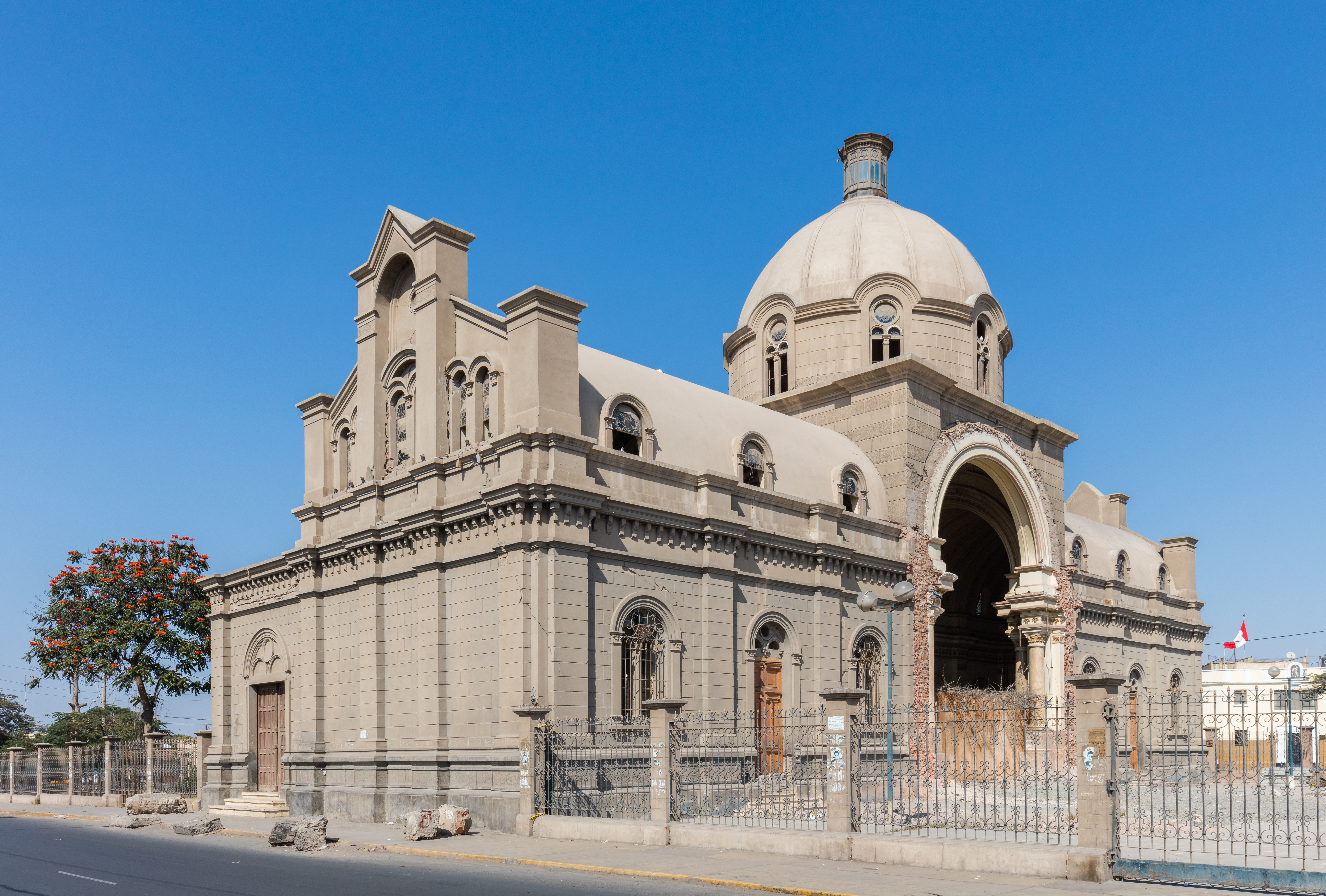
Vista frontal del templo donde se pueden observar los daños en el edificio.

La tarde del 15 de agosto de 2007, un devastador sismo de 7.9 grados en la escala de Richter destruyó en un 30% la ciudad de Ica y el Santuario del Señor de Luren quedó parcialmente dañado, sobre todo el campanario, pero no se registraron perdidas humanas en su interior. Actualmente, ya construyeron la nueva iglesia del señor de Luren, teniendo un museo en su interior con maquetas, dibujos y otras acciones realizadas por los encargados.
El templo en 2008 estaba en proceso de demolición. No obstante, hubo cierta controversia en la ciudad, pues otros especialistas opinaban que no debería demolerse el templo, sino sólo reconstruirse, no obstante, la opinión oficial es que se espera la autorización del INC para iniciar los trabajos de demolición y edificación del nuevo templo de Luren.
En el 2011 el Monseñor Héctor Vera presentó un expediente a la Municipalidad de Ica para obtener la licencia de construcción donde comienza la demolición del templo del Señor de Luren
La reconstrucción del Santuario del Señor de Luren estuvo lista en marzo de 2019, esta vez bajo normas de sismo resistencia, que garantizan una vida útil de más de 500 años, gracias a los 3400 m3 de concreto armado y las 330 toneladas de acero de su estructura principal. .

## Patrimonio Cultural de la Nación

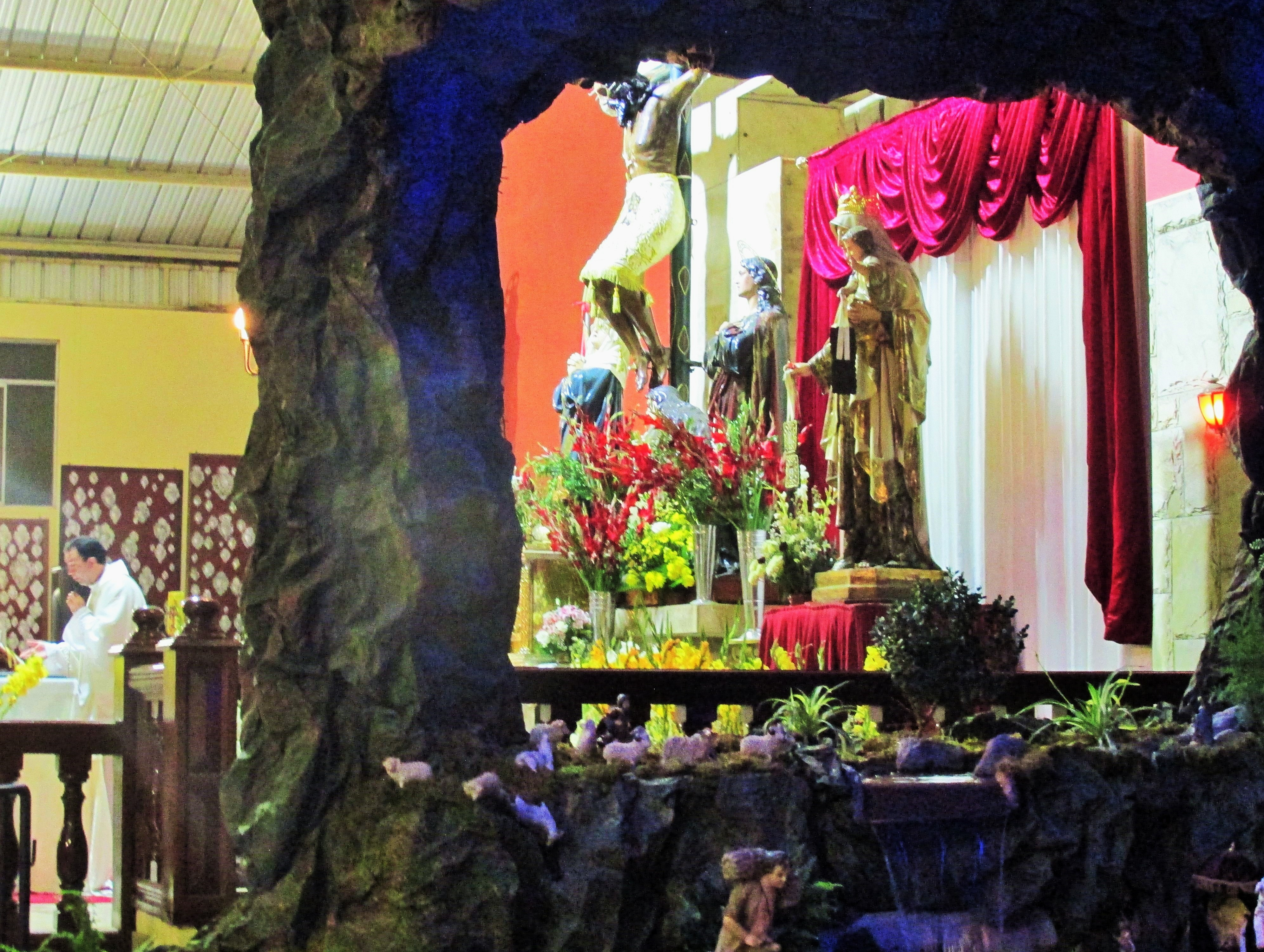
Misa del Gallo en la Nochebuena de 2016.

En el 2015, con resolución Viceministerial 145-2015-VMPIC-MC, es declarado Patrimonio Cultural de la Nación, la Festividad y Procesiones del Señor de Luren de Ica, petitorio hecho por el Mons. Héctor Eduardo Vera Colona, Obispo de Ica, R.P. Grover Cáceres Rivera, Superior y Párroco de Santiago de Luren, Sr. Carlos Gómez Donayre, Presidente de la Hermandad del Señor Crucificado de Luren, Abog. José López Melgar, Presidente de la Comisión de Asuntos Culturales e Imagen Institucional del Colegio de Abogados de Ica, y el Mag. Juan Carlos Lam Álvarez, Presidente del Club Ica.
En el 2016, el Congreso de la República del Perú, concede la Ley N° 30430, que declara al Señor de Luren Patrono de la espiritualidad religiosa católica del departamento de Ica, a iniciativa del congresista José Luis Elías Ávalos.

## Hermandad del Señor Crucificado de Luren
Esta institución se crea el 14 de julio de 1918, con el nombre de "Sociedad de los 16 amigos", con el único fin de ayudar en la restauración de la imagen después del terrible incendio del 23 de junio de 1918, que lo afecto. Terminado su cometido, la restaurada imagen fue presentada tres meses después, antes de iniciar su festividad. Este grupo pasó a ser permanentemente custodio del Cristo de Luren. En 1958, esta Sociedad adquiere el nombre de "Hermandad de Devotos del Señor de Luren", para que finalmente en 1978 oficialmente quede instaurada como "Hermandad del Señor Crucificado de Luren".